# ماکسیمیلیان بائر (بازیکن فوتبال، زاده ۱۹۹۵)
ماکسیمیلیان بائر (انگلیسی: Maximilian Bauer؛ زادهٔ ۲۳ فوریهٔ ۱۹۹۵) بازیکن فوتبال اهل آلمان است.